# Атанас Делибашев
Атанас Христов Делибашев е български архитект.

## Биография
Роден е през 1903 г. в село Костенец. В 1928 г. завършва архитектура в Мюнхен. От 1928 до 1951 г. е архитект в Български държавни железници. От 1951 г. е главен асистент, от 1953 г. – доцент, а през 1958 г. е избран за професор и ръководител на Катедрата по промишлени сгради, в периода 1961 – 1964 г. е декан на Архитектурния факултет във Висш инженерно-строителен институт.
Атанас Делибашев е архитект на Железничарския дом в София.
Личният му архив се съхранява във фонд 57А в Централен държавен архив. Той се състои от 78 архивни единици от периода 1903 – 1982 г.